# Janko Franjić
Janko Franjić (Breda, 29 maart 1994) is een Nederlands bobsleeër en atleet.
Franjić deed aan atletiek en was gespecialiseerd in de sprintnummers. Daarnaast deed hij ook aan gewichtheffen. Zijn  vader Mario Franjić nam in het bobsleeën namens Joegoslavië deel aan de Olympische Winterspelen 1984 en namens Bosnië en Herzegovina aan de Olympische Winterspelen 1998. In 1998 was hij tevens vlaggendrager bij de openingsceremonie. In 2016 meldde Janko Franjić zich bij de Nederlandse bond en in 2017 werd hij geselecteerd voor het bobsleeteam van piloot Ivo de Bruin. In 2020 kwam ook zijn jongere broer Jelen Franjić bij het team. Alhoewel het team zich aanvankelijk niet wist te plaatsen, werden ze door NOC*NSF toegevoegd voor deelname aan de Olympische Winterspelen 2022. Janko Franjić nam als remmer deel aan de viermansbob (26e). Zijn broer nam deel aan zowel de twee- als de viermansbob.